# Auberchicourt
Auberchicourt – miejscowość i gmina we Francji, w regionie Hauts-de-France, w departamencie Nord.

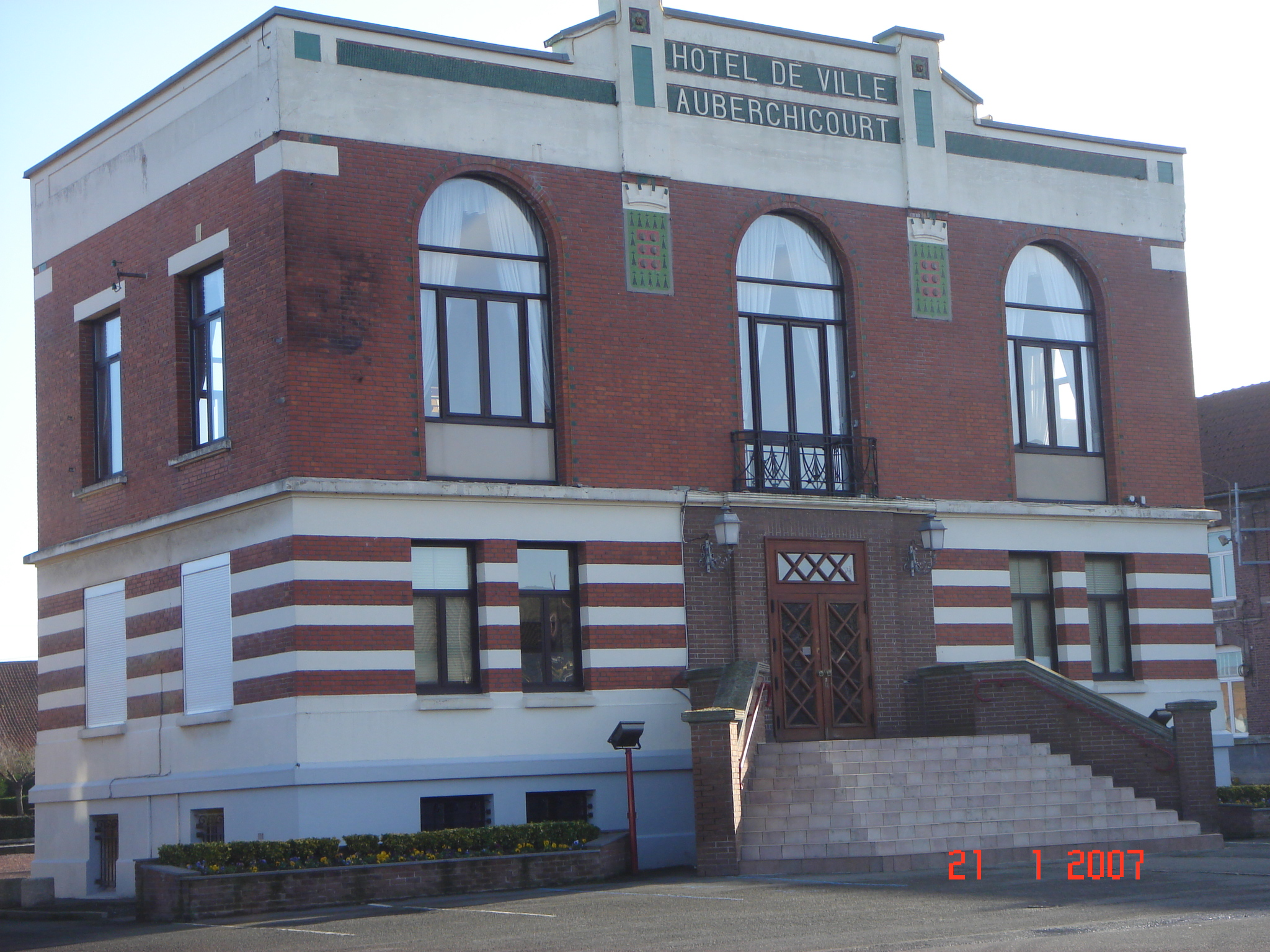
Merostwo Auberchicourt

Według danych na rok 1990 gminę zamieszkiwały 4733 osoby, a gęstość zaludnienia wynosiła 665 osób/km² (wśród 1549 gmin regionu Nord-Pas-de-Calais Auberchicourt plasuje się na 188. miejscu pod względem liczby ludności, natomiast pod względem powierzchni na miejscu 510.).
W latach dwudziestych XX wieku przybyła tu duża liczba polskich emigrantów, głównie z Westfalii. Polski kapłan dojeżdżał regularnie dwa razy w miesiącu w niedziele. W 1939 r. Auberchicourt odwiedził ambasador RP Juliusz Łukasiewicz. Powstały stowarzyszenia m.in. Bractwo Różańcowe. Sporadycznie były organizowane lekcje języka polskiego.
Z tej miejscowości pochodził ks. Bolesław Tomowiak, który, po kilka latach pracy w kopalni węgla, wstąpił do seminarium i w 1948 r. otrzymał święcenia kapłańskie w katedrze Katedra Notre-Dame w Paryżu z rąk nuncjusza apostolskiego kardynała Roncalli, przyszłego papieża Jana XXIII.